# Stars League de Catar 2020-21
La temporada 2020-21 fue la edición número 48 de la Liga de fútbol de Catar, el campeonato de la máxima categoría del fútbol de Catar. La temporada comenzó el 3 de septiembre de 2020 y terminó el 10 de abril de 2021.
El Al-Duhail SC parte como campeón defensor, luego de obtener su séptimo título.

## Equipos participantes
El club Al-Kharitiyath SC fue promovido de la Segunda División de Catar 2019-20. Sustituyó al club Al-Shahaniya SC.

### Ciudades y estadios
| Pos.   | Equipo            | Ciudad    | Estadio                      | Capacidad |
| ------ | ----------------- | --------- | ---------------------------- | --------- |
| 1      | Al-Duhail SC      | Doha      | Estadio Abdullah bin Khalifa | 9000      |
| 2      | Al-Rayyan SC      | Rayán     | Estadio Ahmed bin Ali        | 21282     |
| 3      | Al-Sadd SC        | Doha      | Estadio Jassim bin Hamad     | 12946     |
| 4      | Al-Gharafa SC     | Doha      | Estadio Thani bin Jassim     | 21175     |
| 5      | Al-Sailiya SC     | Doha      | Estadio Al-Ahli              | 12000     |
| 6      | Al-Wakrah SC      | Al Wakrah | Estadio Al Janoub            | 40000     |
| 7      | Al-Arabi SC       | Doha      | Estadio Grand Hamad          | 13000     |
| 8      | Qatar SC          | Doha      | Estadio Suheim bin Hamad     | 15000     |
| 9      | Al-Ahli SC        | Doha      | Estadio Al-Ahli              | 12000     |
| 10     | Umm Salal SC      | Doha      | Estadio Suheim bin Hamad     | 15000     |
| 11     | Al-Khor SC        | Al-Khor   | Estadio Al-Khor              | 12000     |
| 1 (SD) | Al-Kharitiyath SC | Al-Khor   | Estadio Al-Khor              | 12000     |

## Tabla de posiciones
Actualizado el 10 de abril de 2021.
| Pos. | Equipo                | PJ | PG | PE | PP | GF | GC | DG  | Pts. | Clasificado a                          |
| ---- | --------------------- | -- | -- | -- | -- | -- | -- | --- | ---- | -------------------------------------- |
| 1    | Al-Sadd SC (C)        | 22 | 19 | 3  | 0  | 77 | 14 | +63 | 60   | Campeón y Liga de Campeones 2022       |
| 2    | Al-Duhail SC          | 22 | 15 | 2  | 5  | 53 | 25 | +28 | 47   | Liga de Campeones 2022                 |
| 3    | Al-Rayyan SC          | 22 | 9  | 5  | 7  | 31 | 22 | +9  | 35   | Liga de Campeones 2022                 |
| 4    | Al-Gharafa SC         | 22 | 10 | 3  | 9  | 41 | 34 | +7  | 33   | Play-offs de la Liga de Campeones 2022 |
| 5    | Al-Ahli SC            | 22 | 10 | 3  | 9  | 28 | 38 | -10 | 33   |                                        |
| 6    | Qatar SC              | 22 | 9  | 5  | 8  | 30 | 24 | +6  | 32   |                                        |
| 7    | Al-Arabi SC           | 22 | 8  | 5  | 9  | 28 | 32 | -4  | 29   |                                        |
| 8    | Al-Wakrah SC          | 22 | 7  | 5  | 10 | 19 | 29 | -10 | 26   |                                        |
| 9    | Al-Sailiya SC         | 22 | 7  | 5  | 10 | 22 | 36 | -14 | 26   |                                        |
| 10   | Umm Salal SC          | 22 | 5  | 6  | 11 | 13 | 31 | -18 | 21   |                                        |
| 11   | Al-Khor SC (Q)        | 22 | 3  | 8  | 11 | 17 | 42 | -25 | 17   | Play-off del Descenso                  |
| 12   | Al-Kharitiyath SC (R) | 22 | 4  | 0  | 18 | 17 | 50 | -33 | 12   | Segunda División 2021-22               |

## Play-off del Descenso
El partido de promoción y descenso se jugó el de 4 mayo. El ganador jugará la Stars League de Catar 2021-22 y el perdedor jugará la Segunda División de Catar 2021-22.
|  | Al-Khor SC                                                                   | 3:1 (2:0) | Al-Shahaniya SC        | Estadio Suheim bin Hamad, Doha |                            |
|  | Ioannis Fetfatzidis 2' · Yuki Kobayashi 19' · Said Mohamed Brahmi 77' (pen.) |           | Abdulaziz Al-Yahri 86' | Asistencia: 0 espectadores     | Asistencia: 0 espectadores |